# الانتخابات الرئاسية الأوزباكستانية 2015
الانتخابات الرئاسية الأوزباكستانية 2015 هي الانتخابات الرئاسية التي عُقدت في 29 مارس 2015، فاز إسلام كريموف بالانتخابات وحصل على 90% من الأصوات.

## المرشحون
- إسلام كريموف من حزب الديمقراطي الليبرالي، رئيس أوزباكستان منذ 1990.[4]
- كاتامجان كيتمانوف من حزب الديمقراطي الشعبي.[4]
- نريمان أماروف من حزب العدالة الاجتماعية الديمقراطية.[5]
- أكمل سيدوف من حزب الوطني الديمقراطي الإحيائي.[5]

## النتائج
| المرشح            | الحزب                              | الأصوات    | %     |
| ----------------- | ---------------------------------- | ---------- | ----- |
| إسلام كريموف      | حزب الديمقراطي الليبرالي           | 17,122,577 | 90.39 |
| أكمل سيدوف        | حزب الوطني الديمقراطي الإحيائي     | 582,688    | 3.08  |
| كاتامجان كيتمانوف | حزب الديمقراطي الشعبي              | 552,309    | 2.92  |
| نريمان أماروف     | حزب العدالة الاجتماعية الديمقراطية | 389,024    | 2.05  |
| أصوات باطلة       | أصوات باطلة                        |            | –     |
| المجموع           | المجموع                            |            | 100   |
| أصوات صحيحة       | أصوات صحيحة                        | 20,798,052 | 91.08 |
| المصدر: CEC       |                                    |            |       |